# Stefanos Santa
Stefanos-Petros Santa, scris și Ștefan Petre Sanda, (n. 21 mai 1975, Cluj-Napoca, România) este un jucător grec de polo pe apă care a concurat la Jocurile Olimpice de vară din 2004. La Jocurile Olimpice de vară din 1996, a fost membru al echipei naționale de polo pe apă a României sub numele de Ștefan Sanda. În prezent, el joacă pentru AEK Atena.

## Biografie
Născut în România și crescut la Vitoroul, el joacă ulterior la Steaua București și Cluj Napoca. În 1997 s-a mutat la Ilisiakos și apoi a plecat să joace la Vouliagmeni: în acești ani a obținut cetățenia greacă, devenind astfel eligibil pentru echipa națională a Greciei.
În 2003 s-a mutat la Panionios și în primul sezon a devenit golgheterul A1 Ethniki⁠(d) cu 75 de goluri. În 2006 a fost cumpărat de Olympiakos⁠(d), cu care a câștigat trei titluri de ligă (2007, 2008 și 2009).
Cu echipa națională a câștigat bronz la Cupa Mondială de la Montreal și în Liga Mondială din 2004.